# Гвюдрун Гисладоуттир
Гвюдрун Снайвридюр Гисладоуттир (исл. Gudrún Snæfríður Gísladóttir; род. декабрь 1954) — исландская актриса театра и кино. Первая и самая значимая роль в кино — Мария в фильме «Жертвоприношение» (1986) Андрея Тарковского.

## Биография
Родилась 12 декабря 1954 года.
Окончила в 1977 году Исландскую театральную школу, созданную в 1975 году в Рейкьявике.
Снялась в комедийном минисериале «Под одной крышей» (Undir sama þaki), основанном на датском телесериале «Дом в Кристиансхавне» (Huset på Christianshavn). Шесть эпизодов были показаны по национальному телевидению в октябре — ноябре 1977 года.
Снялась в фильме «Можжевеловое дерево» (1990), в котором снялась певица и актриса Бьорк.

## В театре
Сыграла множество ролей в Национальном театре Исландии, Народном театре и Рейкьявикском театральном обществе. Среди её ролей в Рейкьявикском театральном обществе — роль Салки Валки в спектакле по одноимённому роману Хальдоура Лакснесса (премьера 1981), роль Альды в «Дне надежды» (Dagur vonar) Биргира Сигюрдссона (премьера 1986), роль в «Чайке» Антона Чехова (премьера 16 октября 2015, режиссёр Яна Росс).
Среди её ролей в Национальном театре — роль в пьесе «Минута покоя» (Stundarfriður) Гвюдмюндюра Стейнссона (премьера 1978), роль в Ég heiti Ísbjörg, ég er ljón Вигдис Гримсдоуттир (премьера 1992), роль Полины Андреевны в «Чайке» Антона Чехова (1993, режиссёр Римас Туминас), роль в пьесе «Пер Гюнт» Генрика Ибсена (премьера 4 марта 2006, режиссёр Балтазар Кормакур), Кейт Келлер в драме «Все мои сыновья» Артура Миллера (премьера 4 марта 2011), роль в спектакле «Ангел» (Engillinn) по произведениям Торвальдюра Торстейнссона (премьера 21 декабря 2019), роль в детском спектакле «Подводная лодка» (Kafbátur, премьера 20 марта 2021), Эстер в короткой пьесе «Ужин с Эстер» (Út að borða með Ester) Бьядни Йоунссона (премьера 22 сентября 2021), пожилая Элена «Лену» Греко в спектакле «Моя гениальная подруга» по роману Элены Ферранте (премьера — декабрь 2021), Фригг в «Эдде», поставленной Торлейвюром Эдном Арнарссоном (премьера 23 декабря 2023), роли в пьесе «Мамаша Кураж и её дети» Бертольта Брехта и Маргарет Штеффин (премьера 26 октября 2023), в мюзикле Draumaþjófurinn по детской книге Гюннара Хельгасона (премьера 5 марта 2023).
Дебютировала как театральный режиссёр, поставив в мае 2023 года в супермаркете Krónan Granda в Рейкьявике спектакль «Спаржа» (Aspas) по одноимённой пьесе (Asparagus) румынского драматурга Джанины Кэрбунариу, посвящённой потоку румынских мигрантов в страны Западной Европы, впервые поставленной в 2010 году в Фолькстеатре в Вене.

## «Жертвоприношение»
В возрасте 31 год снялась в «Жертвоприношение» (1986) Андрея Тарковского в роли Марии. Фотографию Гвюдрун Тарковскому показал её друг, режиссёр Лаурус Имир Оускарссон, который изучал кино в шведском Институте драматического искусства. Роль Марии стала первой и самой значительной работой в кино актрисы. Была членом жюри V Международного кинофестиваля «Зеркало» имени Андрея Тарковского, который прошёл в мае 2011 года. В 2017 году вместе с дочерью Верой снялась в документальном киноэссе Andrei's Maria, снятом шведской художницей Ингелой Йоханссон (Ingela Johansson) на полуострове Нерсхольмен, где снимался фильм «Жертвоприношение».

## Награды и номинации
Сыграла сестру Агнессу в спектакле «Агнец Божий» Agnes, barn Guðs по «одноимённой пьесе» американского драматурга Джона Пилмейера, поставленном в январе 1985 года в Рейкьявикском театральном обществе режиссёром Тоурхильдюр Торлейфсдоуттир. За эту роль награждена Культурной премией за 1985 год, вручаемой газетой DV.
За роль Сигрун в пьесе Vegurinn brennur Бьядни Йоунссона премьера 2003) номинирована на премию «Грима».
За роль Женщины-кошки в спектакле Mýrarljós (премьера 2004) по пьесе «На Кошачьей трясине» современного ирландского драматурга Марины Карр, частично основанной на древнегреческой трагедии «Медея», получила премию «Грима» за лучшую женскую роль второго плана. 
За роль шута Фесте в комедии «Двенадцатая ночь» Уильяма Шекспира (премьера 2008) номинирована на премию «Грима». За роль в спектакле по роману «Исландский колокол» Хальдоура Лакснесса (премьера 2010) номинирована на премию «Грима». За роль Мэри Тайрон в пьесе «Долгий день уходит в ночь» Юджина О’Нила (премьера 2011) номинирована на премию «Грима». За роль в пьесе «Женщина при 1000 °С» по роману Хадльгримюра Хельгасона (премьера 2014) номинирована на премию «Грима».
За роль Рагнхейдюр в фильме «Море» (2002) Балтазара Кормакура номинирована на премию «Эдда» в номинации «Лучшая женская роль». За роль в фильме «Декабрь» (Desember, 2007) Хильмара Оддссона номинирована на премию «Эдда» в номинации «Лучшая женская роль второго плана».

## Личная жизнь
Родила сына Гисли Гальдюра Торгейрссона (Gísli Galdur Þorgeirsson; род. 14 декабря 1982), музыканта.
Вышла замуж за журналиста Идлюги Йёкюльссона (Illugi Jökulsson; род. 13 апреля 1960). У пары дочь Вера Идлюгадоуттир (Vera Sóley Illugadóttir; род. 13 сентября 1989), журналистка и сын Ислейвюр Эльдюр Идлюгасон (Ísleifur Eldur Illugason; род. 1999), музыкант.